# Muut
Muut war die Personifikation des Todes in der Kultur der Cahuilla, eines indianischen Stammes, der an der Südgrenze Kaliforniens zu Mexiko lebt. Er wurde als Eulengestalt dargestellt. Da in dieser Kultur der Tod als etwas Natürliches und zum Leben gehörend angesehen wurde, war er keine furchteinflößende Gestalt, sondern vielmehr ein Mittler.